# Aperture Tag
Aperture Tag: The Paint Gun Testing Initiative — неофициальная пользовательская модификация для компьютерной игры Portal 2 в жанре головоломки-платформера от первого лица 2014 года, разработанная и изданная командой Aperture Tag Team для Windows и macOS. В отличие от официальной серии игр Portal, игровой процесс Aperture Tag вращается вокруг гелевой пушки, а не портальной. В игре также присутствуют новые препятствия для игрока. События игры происходят после Portal 2; игроку предстоит решать головоломки в научном центре Aperture Science Enrichment Center под руководством ядра личности Найджела.
В игре появляются новые персонажи, озвучка и кооперативный режим, включающий в себя редактор уровней. Разработка шутера началась в марте 2013 года, в январе и феврале 2014 года он прошёл через систему Steam Greenlight, а 15 июля того же года был выпущен в Steam. Критики высоко оценили концепцию пушки с краской, но раскритиковали сюжет и озвучивание. После релиза сообщество Portal пожаловалось на то, что данная модификация является платной, поскольку для скачивания игры требовалось наличие Portal 2.

## Геймплей

Скриншот из игры, на котором запечатлено одно из активационных полей

Как и игры серии, Aperture Tag: The Paint Gun Testing Initiative — это головоломка-платформер от первого лица, в которой игроку предстоит решать головоломки в «испытательных комнатах». Во время решения задач, игроку предоставляется краскораспылитель, стреляющий двумя видами геля — отталкивающим и проталкивающим. Впервые эти два вида геля были представлены в Portal 2: отталкивающий и окрашенный в синий цвет гель увеличивает прыжок игрока и создаёт платформы для прыжков, а проталкивающий оранжевого цвета увеличивает скорость передвижения. Отталкивающий гель можно также использовать для выведения турелей из строя. В отличие от портальной пушки, распылитель позволяет наносить гели практически в любом месте.
Кампания состоит из 27 испытательных комнат, а также повторно использованных комнат из Portal 2. В начале кампании игрок решает головоломку без пушки с краской. После получения пушки игрок может использовать только отталкивающий гель, при этом он открывается позже в игре с возрастанием сложности головоломок. В конце игры испытательные комнаты оформляются в различные биомы, включая лес и океан.
В игре к тому же присутствуют головоломки с таймером и токсичными полами, которые убивают главного игрока при соприкосновении. На протяжении всей игры игрок сталкивается с дополнительными препятствиями (шипами или порталами), которые он сам не может устанавливать. Модификация также включает в себя активационное поле: зелёная сторона активирует один или оба геля на пушке при контакте с ней игрока, а фиолетовая — деактивирует. В игре также используются прозрачные пневматические вентиляционные трубы, вырезанные из Portal 2, которые перемещают игрока с одного уровня на другой вместо лифтов, с помощью которых игрок перемещался на уровни в Portal 2. В Aperture Tag отсутствует игровая физика из Portal 2, при этом вся игра может быть пройдена за 3 часа. В неё также включён модифицированный редактор уровней, позволяющий пользователям создавать собственные карты и уровни, которые могут использоваться как в одиночном, так и многопользовательском режимах.

## Сюжет
Действие Aperture Tag происходит в центре развития Лаборатории исследования природы порталов Aperture Science после событий кампании Portal 2. Очнувшись в комнате, испытуемый знакомится с элементами управления игры, а также с ядром личности — Найджелом, который был создан суперкомпьютером GLaDOS. Найджел также направляет испытуемых к пушке с краской для обезвреживания турелей.
После того, как игрок получит пушку, ему предстоит пройти шестнадцать испытательных комнат. Изначально пользователю доступен только краска отталкивания, но после седьмой серии открывается краска движения. После прохождения последней шестнадцатой комнаты испытуемым сообщают, что они должны войти в реактор стабильной энергии Лаборатории Aperture (ALSSER), однако Найджел сообщает им, что ALSSER должен быть деактивирован. Подопытный сбегает из реактора и оказывается в ряде комнат, стилизованных под различные биомы. В последней комнате игрок может выбрать одну из двух концовок. В первой, испытуемый сражается с турелями, а Найджел уходит от него и впоследствии сгорает в огненной яме. Во второй концовке, которая открывается, только если закрыть огненную яму, Найджел, по приказу GLaDOS, позволяет игроку вернуться на поверхность, которая, как выясняется позже, является симуляцией.

## Разработка и релиз
Aperture Tag: The Paint Gun Testing Initiative была разработана и издана командой Aperture Tag Team. Команда, возглавляемая мексиканским разработчиком Эухенио «Мотанум» Романом, черпала вдохновение из игры Tag: The Power of Paint, концепция красок (гелей) которой была использована в Portal 2. Как только Valve объявила о добавлении гелей в Portal 2, Эухенио начал рассматривать концепции распылителя краски и геля. Посетив закрытое мероприятие по бета-версии обновления Perpetual Testing Initiative в 2012 году, Роман спросил у сотрудников Valve, планируют ли они добавить в Portal 2 пушку с гелем для рисования. Они ответили, что хотя файл weapon_paintgun присутствует в игре, он ничего не делает, в результате чего его код был полностью удалён из Portal 2. В итоге Роман начал работать над собственной моделью краскораспылителя. Распылитель в Aperture Tag является модифицированной версией пушки от моддера из сообщества игры Portal, которое одобрило дизайн Романа.
До создания Aperture Tag Роман разрабатывал карты в редакторе движка Source. Первая карта Романа получила высокую оценку от сообщества Portal. Официально разработка игры началась в марте 2013 года. Aperture Tag была разработана с помощью Portal 2 Authoring Tools для игр на движке Source. После повторного посещения офисов Valve в мае 2013 года, Роман решил сделать игру полноценной модификацией, а не отдельной картой. К концу года были созданы все испытательные комнаты. Бенджамин Томас Блоджетт помогал программировать компиляцию карт в модифицированном внутриигровом редакторе уровней.
Команда Aperture Tag Team подала разработанный пакет карт на Steam Greenlight в январе 2014 года, чтобы опубликовать игру в качестве отдельной модификации. Роман тогда заявил: «Модификация даёт мне больше свободы. Я могу изменить меню, вид модели и так далее. И это значительно упрощает разработку». 19 февраля того же года Aperture Tag была одобрена сообществом Steam через систему Greenlight. До официального релиза демо-уровни игры были доступны в мастерской Steam для Portal 2. Изначально Роман не думал о том, как опубликовать игру, бесплатно или за реальные деньги. В итоге он решил установить цену в 7 долларов США, сделав её первой платной модификацией в Steam. Игра была выпущена 15 июля 2014 года для платформ Microsoft Windows и macOS. Учитывая то, что Aperture Tag: The Paint Gun Testing Initiative является модификацией, для её запуска пользователям необходимо иметь в библиотеке Portal 2. В конце концов, игра вошла в топ-300 игр в Steam в 2014 году.
В демоверсиях игры у Найджела присутствовал только голос Кейва Джонсона, но уже в полноценной игре Найджел получил индивидуального актёра озвучивания. Саундтрек к игре и песня «All These Walls» группы Abarax были написаны Гарри «Harry101UK» Каллаганом и Кристофером Макэвоем.

## Восприятие
| Иноязычные издания | Иноязычные издания |
| Издание            | Оценка             |
| ------------------ | ------------------ |
| PC Gamer (UK)      | 58/100             |
| Pelit              | 75/100             |

Реакция на Aperture Tag была неоднозначной. Кристофер Ливингстон из PC Gamer высоко оценил концепцию и механику гелевой пушки, а также систему автосохранения, но заметил, что «цена игры слишком оптимистична по сравнению с тем, что вы получаете». Хейкки Хурме из финского журнала о видеоиграх Pelit поставил игре 75 баллов из 100, заявив, что у неё «забавная идея, но дилетантское исполнение». Александр Левахин из VK Play рекомендует воспользоваться «кастомными картами», которые были доступны для Portal 2 бесплатно, в отличие от модификации.
Мнения о дизайне уровней разделились: Ливингстон написал, что ему не хватало единого качества, присущего Portal 2, добавив, что некоторые головоломки имели «неадекватный дизайн», в то время как «небольшая горстка испытательных комнат доставляет истинное удовольствие». Журналист Стивен Брасли, напротив, похвалил дизайн, декорации и постепенное увеличение сложности головоломок, которые, по его мнению, уже схожи с серией Portal. Левахин же раскритиковал текстуры, назвав их «отвратительными».
Рецензенты также подвергли критике озвучивание и сюжет игры. Хурме назвал Найджела «придурком», который пытается подражать Уитли из Portal 2. Ливингстон посчитал шутки Найджела «не смешными», а также добавил, что ему [Ливингстону] трудно определить его характер, и что качество озвучивания и сюжета не соответствует уровню Portal 2. Брасли же счёл сюжет и озвучивание игры неинтересными. Журналисты изданий Wired и Computer and Video Games сообщили, что после релиза игры сообщество Portal жаловалось на цену в 7 долларов и на то, что игру не выпустили бесплатно; Wired также раскритиковали модификацию за плохой сюжет и озвучивание. В то же время в Rock, Paper, Shotgun игру назвали одной из лучших модификаций для Portal 2.